# رسوایی برنینگ سان
رسوایی برنینگ سان (انگلیسی: Burning Sun scandal) همچنین با نام برنینگ سان گیت (Burning Sun gate) نیز شناخته می‌شود، یک رسوایی سرگرمی و جنسی در سال ۲۰۱۹ در سئول، کره جنوبی بود که چندین سلبریتی از جمله آیدل‌های کره‌ای گروه‌های محبوب کی پاپ و مقامات پلیس در آن دخیل بودند. این رسوایی از ۲۸ ژانویه ۲۰۱۹ آغاز شد، زمانی که برنامه خبری ام‌بی‌سی گزارشی دربارهٔ یک حمله ادعایی به یک مرد مراجعه‌کننده به این کلاب در نوامبر ۲۰۱۸ منتشر کرد. این حمله در کلاب معروف برنینگ سان در گانگنام توسط یکی از کارکنان آن رخ داده بود. تحقیقات پلیس کلان‌شهر سئول به زودی به مسائلی مانند دخالت احتمالی کلاب در فحشا، قاچاق مواد مخدر و فساد پلیس کشیده شد.
افشای چت‌روم‌ها بلافاصله بر تعدادی از سلبریتی‌ها تأثیر گذاشت و منجر به پیگیری‌های قضایی و استعفای آن‌ها از صنعت سرگرمی شد. سونگ‌ری از گروه پسرانه بیگ‌بنگ و یکی از مدیران کلاب، پس از آن که به اتهام رشوه‌خواری جنسی متهم شد، در ۱۱ مارس ۲۰۱۹ اعلام کرد که از صنعت سرگرمی کناره‌گیری می‌کند. اتهامات تجاوز جنسی و استفاده از دوربین‌های مخفی پس از آن مطرح شد که خواننده و مجری جونگ جون یونگ، اعتراف کرد که بدون آگاهی یا رضایت زنان از آنها در حین برقراری رابطه جنسی فیلمبرداری کرده و ویدیوها را در چت‌روم‌های کاکائو تاک خود به اشتراک گذاشته است. این موضوع باعث شد که او در ۱۲ مارس ۲۰۱۹ از دنیای سرگرمی کنار بکشد. پس از آن، اس‌بی‌اس فان‌ئی گزارش داد که ویدیوهای غیرقانونی مربوط به سال‌های ۲۰۱۵ تا ۲۰۱۶ کشف شده و همچنین مکالماتی که جونگ در گروه‌های چت کاکائو تاک با سونگ‌ری و دیگر آشنایانش به اشتراک گذاشته بود. در ۱۴ مارس، یونگ جون هیونگ از هایلایت و چوی جونگ هون از اف.تی. آیلند پس از آنکه متهم به مشارکت در چت‌روم‌ها شدند، از صنعت سرگرمی استعفا دادند. همچنین در ۱۵ مارس، آژانس لی جونگ هیون از سی‌ان‌بلو مشارکت او را تأیید کرد.